# يوهان رينك
بو يوهان رينك (بالسويدية: Johan Renck)‏ (مواليد 5 ديسمبر 1966) هو مخرج سويدي لمقاطع الفيديو الموسيقية والتلفزيون والسينما. كان مغني وكاتب أغاني بين الحين والآخر 1991–2001، وكان لقبه ستاكا بو.

## وصلات خارجية
- يوهان رينك على موقع IMDb (الإنجليزية)
- يوهان رينك على موقع ألو سيني (الفرنسية)
- يوهان رينك على موقع ميوزك برينز (الإنجليزية)
- يوهان رينك على موقع ميوزك برينز (الإنجليزية)
- يوهان رينك على موقع أول موفي (الإنجليزية)
- يوهان رينك على موقع قاعدة بيانات الأفلام السويدية (السويدية)
- يوهان رينك على موقع أول ميوزيك (الإنجليزية)
- يوهان رينك على موقع ديسكوغز (الإنجليزية)
- يوهان رينك على موقع ديسكوغز (الإنجليزية)
- يوهان رينك على موقع قاعدة بيانات الفيلم (الإنجليزية)